# Neil Giuntoli
Neil Giuntoli (Chicago, 20 dicembre 1959) è un attore statunitense, noto per aver interpretato Eddie Caputo, complice del killer Charles Lee Ray, nel film horror La bambola assassina.

## Filmografia
- La bambola assassina (Child's Play), regia di Tom Holland (1988)
- Vendetta trasversale (Next of Kin), regia di John Irvin (1989)
- Memphis Belle, regia di Michael Caton-Jones (1990)
- The Borrower, regia di John McNaughton (1991)
- Leather Jackets, regia di Lee Drysdale (1992)
- Le ali della libertà (The Shawshank Redemption), regia di Frank Darabont (1994)
- Waterworld, regia di Kevin Reynolds (1995)
- Qualcosa di personale (Up Close & Personal), regia di Jon Avnet (1996)
- Henry:Portrait of a Serial Killer, Part II, regia di Chuck Parello (1996)
- Sons of Thunder - serie TV, episodio 1x01-1x03 (1999)

## Doppiatori italiani
Nelle versioni in italiano delle opere in cui ha recitato, Neil Giuntoli è stato doppiato da:
- Fabio Boccanera in Memphis Belle
- Emidio La Vella in CSI - Scena del crimine
- Michele D'Anca in Detective Monk